# Teorema de Appell–Humbert
Em matemática, o teorema Appell-Humbert descreve os feixes de linha em um toro complexo ou variedade abeliana complexa. Foi comprovado para os tori bidimensionais por Appel (1891) e Marie Georges Humbert (1893) e em geral por Lefschetz (1921).